# 조선민주주의인민공화국 화학공업성
화학공업성(化學工業省) 또는 화학성(化學省)은 조선민주주의인민공화국의 내각 중앙 행정기관으로, 화학 산업, 군용 화약류, 화학 약품 제조 및 가공, 품질 관리 등의 업무를 관장한다. 1948년 9월 2일 설치되었다.

## 연혁
- 1948년 9월 2일 화학공업성 설치
- 1951년 7월 27일 화학건재공업성에 흡수
- 1955년 1월 화학공업성 설치
- 1962년 8월 19일 해체
- 1965년 1월 화학공업성 설치
- 1967년 12월 28일 화학공업위원회로 명칭 변경
- 1986년 12월 29일 해체
- 1990년 5월 24일 화학공업위원회 설치
- 2000년 9월 5일 화학공업성으로 명칭 변경

## 산하 조직
- 순천화학비료공장

## 역대 상, 부상

### 역대 화학공업상
- 정준택(鄭準澤) 1955년 1월 ~ 1956년 5월
- 리천호 1957년 9월 20일 ~
- ? ~ 1962년 8월 19일

- 송복기 1965년 1월
- 송복기 1967년 12월 16일 ~ 1967년 12월 27일
- 송복기 1967년 12월 28일 ~ , 위원장

- 원동구 1977년 12월 15일 ~ , 위원장
- 맹태호 1982년 4월 5일 ~ , 위원장

- 김환 1990년 5월 24일 ~ , 위원장
- 박봉주 : 1998년 9월 ~ 2000년 9월 4일
- 박봉주 : 2000년 9월 5일 ~
- 리무영 : 2003년 9월 3일 ~ 2017년 4월
- 장길룡 : 2017년 4월 ~ 2021년 1월
- 마종선 : 2021년 1월 ~ 2023년 1월
- 김철하 : 2023년 1월

### 역대 부상
- 안덕찬 2016년 ~

## 같이 보기
- 경공업성
- 중공업성
- 금속화학공업성
- 화학건재공업성